# Natuur en milieu van A tot Z
Verwante overzichten zijn:
- Biogeografie van A tot Z
- Biologie van A tot Z
- Ecologie van A tot Z
- Lijst van particuliere natuur- en milieuorganisaties in Nederland
- Natuurkunde van A tot Z
- Plantkunde van A tot Z
- Vegetatiekunde van A tot Z

## A
Aardwarmte ·
Afval ·
Afvalstoffenheffing ·
Agentschap voor Natuur en Bos ·
Akkoord van Kopenhagen ·
An Inconvenient Truth ·
Autochtone herkomst

## B
Beekbergerwoud ·
Bedreigde diersoorten ·
Big Jump ·
Biodiversiteit ·
Biodiversiteitshotspot ·
Biodiversiteitsverdrag ·
Biomonitoring ·
Biopiraterij ·
Biotechnologie ·
Biotoop ·
Bodemvervuiling ·
Broeikaseffect ·
Bodemsanering ·
Belgische Biotische Index ·
Bodemverzouting ·
Bosdecreet ·
Bosdecreet (Vlaanderen) ·
Brundtland-rapport

## C
Chloorfluorkoolstofverbinding (CFK's) ·
Convenant Glastuinbouw en Milieu ·
Consuminderen ·
Commissie voor de milieueffectrapportage ·
Compendium voor de Leefomgeving ·
Convenant Glastuinbouw en Milieu ·
Convention on International Trade in Endangered Species of Wild Fauna and Flora ·
Cradle to Cradle

## D
Dag van de Aarde ·
De Derde Weg ·
Deltawet (2011) ·
Dikketruiendag en Warmetruiendag ·
Duurzame energie ·
Duurzame ontwikkeling ·
Dioxine ·
Draagkracht van de Aarde ·
Departement Leefmilieu, Natuur en Energie ·
Diftar ·
Duurzaam toerisme

## E
Ecocriticism ·
Ecologie ·
Ecologische modernisering ·
Ecomodernisme ·
Ecotoerisme ·
Emissiehandel ·
Endangered Species Act ·
Endemofilie ·
Erosie ·
Europese Richtlijn Omgevingslawaai ·
Eutrofie ·
Eutrofiëring ·
Earth hour ·
Exoot ·
Ecosysteem ·
Ecosysteemdienst ·
Ecologische hoofdstructuur (Nederland) ·
Ecologische hoofdstructuur (Vlaanderen) ·
Earth Charter

## F
Fijnstof ·
Formatie (stratigrafie) ·
Formatie (vegetatiekunde) ·
Functionele natuurvisie ·
Fysiognomie

## G
Gat in de ozonlaag ·
Geothermische energie ·
Geluidshinder ·
Getijden-energie ·
Gevaarlijk afval ·
Golfslagenergie ·
Grasland ·
Groene Hart ·
GroenLinks ·
Groente, fruit en tuinafval ·
Greenpeace ·
Groen (partij) ·
Al Gore

## H
Eli Heimans ·
Hergebruik ·
Hinderwet ·
Hydro-elektrische energie ·
Hypertrofie ·
Hypoxie ·
Horizonvervuiling ·
Hortus botanicus

## I
IVN ·
IPPC ·
Intergovernmental Panel on Climate Change ·
Instituut voor Natuur- en Bosonderzoek ·
Interimwet bodemsanering ·
Internationaal Jaar van de Biodiversiteit ·
Internationale dag van de ijsbeer ·
International Union for Conservation of Nature and Natural Resources ·
Instituut voor Milieuvraagstukken

## J
Jachtdecreet (Vlaanderen) ·
Jeugdbond voor Natuur en Milieu ·
Jeugdbond voor Natuur- en Milieustudie

## K
Kernenergiewet ·
Koolstoftaks ·
Klassieke natuurbeschermingsvisie ·
Klimaatverandering ·
Klimaatverdrag ·
Klimaatconferentie Kopenhagen 2009 ·
Klimaatvluchteling ·
Kringloop ·
Kyoto-protocol

## L
J. Landwehr ·
Lichthinder ·
Lichtvervuiling ·
Luchtvervuiling

## M
Mesotrofie ·
Mestoverschot ·
Methaan ·
Milieu ·
Milieuactivisme ·
Milieubeleid ·
Milieubeweging ·
Milieubiologie ·
Milieuchemie ·
Milieudefensie ·
Milieueconomie ·
Milieu- en Natuurraad van Vlaanderen ·
Milieueffecten van irrigatie ·
Milieueffectrapportage ·
Milieueffectrapportage (Nederland) ·
Milieufactor ·
Milieufilosofie ·
Milieuhandhavingsdecreet ·
Milieuhandhavingsdecreet (Vlaanderen) ·
Milieuheffing ·
Milieujaarprogramma ·
Milieujaarverslag ·
Milieukunde ·
Milieukundeopleiding ·
Milieu-opleidingen ·
Milieuorganisatie ·
Milieuramp ·
Milieurecht ·
Milieusociologie ·
Milieusticker ·
Milieutechnologie ·
Milieuvergunning ·
Milieuverontreiniging ·
Milieuwetenschap ·
Milieuwetgeving in Nederland ·
Milieuzorgsysteem ·
Minerotrofie ·
Ministerie van Landbouw, Natuur en Voedselkwaliteit ·
Muurvegetatie

## N
Nationale parken in Nederland ·
Natuur en milieu ·
Natuur- en milieueducatie ·
Natuurbescherming ·
Natuurfotografie ·
Nederlandse Emissie-autoriteit ·
Natuurontwikkelingsvisie ·
Ed Nijpels ·
Nederlandse Jeugdbond voor Natuurstudie ·
Natuurdecreet (Vlaanderen) ·
Natuurpunt ·
Natuurbeheer ·
Natuurgebied ·
Natuurreservaat ·
Natuurbeschermingswet ·
Natuurbeleving ·
Natuurbeheersmaatregelen ·
Natuurbehoudswet (België) ·
Natuurbehoudswet ·
Natuurcompensatie ·
Natuurdecreet in Vlaanderen ·
Natuureducatie ·
Natuurfilosofie ·
Natuurgeweld ·
Natuurloket ·
Natuurpark ·
Natuurrecht ·
Natuurreligie ·
Natuurramp ·
Natuurschoonwet ·
Natuurvereniging ·
Natuurverbindingsgebied ·
Natuurwet

## O
Oerbos ·
Olieramp ·
Oligotrofie ·
Ombrotrofie ·
Overbemesting ·
Overbevissing ·
Overbevolking ·
Overbegrazing ·
Ozongat

## P
Jan Pronk ·
Provinciale Landschappen ·
Plasticsoep ·
Planbureau voor de Leefomgeving

## R
Rapport van Rome ·
Recyclage/Recycling ·
Regenwoud ·
Lucas Reijnders ·
Radioactief afval ·
Regionaal Landschap ·
Riviervisserijwet (België) ·
Rode Lijst van de IUCN ·
Rode lijst ·
Conventie van Ramsar

## S
Sea Shepherd ·
Smog ·
Staatsbosbeheer ·
Stikstofoxiden ·
Substraat

## T
Jac. P. Thijsse ·
Terrafurie ·
The Age of Stupid

## U
Uitgestorven diersoorten

## V
Verdroging ·
Vermesting ·
Veldwetboek (België) ·
Vegetatiekunde ·
Verzilting ·
Verzuring ·
Vogel- en Habitatrichtlijn ·
Ministerie van VROM ·
Vereniging Natuurmonumenten ·
Vlaamse Hoge Raad voor de Milieuhandhaving ·
Vlaamse Milieumaatschappij ·
Vogelrichtlijn en Habitatrichtlijn

## W
Waterbeheer ·
Watering ·
Waterschap ·
Victor Westhoff ·
Windenergie ·
WoesteLand ·
Wildspiegel ·
Waterwet ·
Waterzuivering ·
Wereld Natuur Fonds ·
Wereldmilieudag ·
Wereldoceanendag ·
Wet algemene bepalingen milieuhygiëne ·
Wet algemene bepalingen omgevingsrecht ·
Wet bodembescherming ·
Wet milieubeheer ·
Wet verankering en bekostiging gemeentelijke watertaken ·
Wet verontreiniging oppervlaktewateren

## Z
Zonne-energie ·
Zonneboiler ·
Zonnepaneel ·
Zure regen ·
Zwaartekracht ·
Zware metalen